# Ï̌
Ï̌ (minuscule : ï̌), appelé I tréma caron, est une lettre latine utilisée dans l’écriture de l’otomi de San Jerónimo Acazulco. Elle est composée d’un I diacrité d’un tréma et d’un caron.

## Représentations informatiques
Le I tréma caron peut être représenté avec les caractères Unicode (latin de base, diacritiques) suivants : 
| formes    | représentations | chaînes de caractères | points de code       | descriptions                                                  |
| --------- | --------------- | --------------------- | -------------------- | ------------------------------------------------------------- |
| capitale  | Ï̌               | I◌̈◌̌                   | U+0049 U+0308 U+030C | lettre majuscule latine i diacritique tréma diacritique caron |
| minuscule | ï̌               | i◌̈◌̌                   | U+0069 U+0308 U+030C | lettre minuscule latine i diacritique tréma diacritique caron |